# Guillermo Jordan
Guillermo Jordan (25 agosto 1971) è un arciere boliviano.
Ha gareggiato ai campionati mondiali di tiro con l'arco 2015 a Copenaghen, Danimarca.